# Возничий (пьеса)
«Возничий» — комедия древнегреческого драматурга Менандра, от которой сохранился только ряд фрагментов в виде цитат у других античных авторов. Была впервые поставлена на сцене в 312 году до н. э., во время Великих Дионисий, и заняла всего лишь пятое место.
Один из уцелевших отрывков — фраза из трагедии Еврипида «Ипполит».